# Bolian
A bolian az indiai pandzsábi irodalom egyik alfaja, egy sorból álló, gnómaszerű verset jelent. Viszonylag újkeletű jelenség, először a 19–20. század fordulóján jelent meg, elsősorban a perzsa irodalom hatása nyomán. Témája jellemzően vallási, esetleg filozófiai, jellemző rá az erőteljes tömörítés.